# Крилов Іван Андрійович
Іван Андрійович Крилов (рос. Ива́н Андре́евич Крыло́в) (2 (13) лютого 1769, Москва — 9 (21) листопада 1844, Санкт-Петербург) — російський байкар-перекладач. Відомий як автор 236 байок, зібраних в дев'яти прижиттєвих збірках (виходили з 1809 по 1843 рр.). Поряд з тим, що більша частина його сюжетів є оригінальними, окремі з них сягають до байок Жана де Лафонтена (який, своєю чергою, запозичив їх у Езопа, Федра і Бабрія). Чимало виразів з його творів набули статус «крилатих».

## Життєпис
Народився в 1769 році в Москві в родині збіднілого капітана РІА. Батько служив в драгунському полку, вислужившись зі солдатів, був головою магістрату в Твері, де і пройшли дитячі роки Івана, помер, залишивши вдову з двома малолітніми дітьми. Грамоті вивчився вдома, французькою мовою займався у сім'ї знайомих. У 1777 році Крилов був записаний в цивільну службу підканцеляристом калязінського нижнього земського суду, потім тверського магістрату. Вчився Крилов мало, проте багато читав. Згідно зі згадками сучасників:
|  | відвідував народні зборища, торгові майданчики та кулачні бої, де штовхався поміж натовпу, з жадностью прислухаючись до говаріня простолюдинів |

Помер Іван Андрійович Крилов в Петербурзі 21 листопада 1844 року. Похований в Олександро-Невській лаврі.

## Перші твори
В кінці 1782 році поїхав до Санкт-Петербургу з матір'ю, якій вдалося влаштувати його на службу в Петербурзьку Казенну палату (служив чиновником 1783—1787). Відсутність освіти заповнював самостійним вивченням літератури, математики, французької та італійської мов. У 14 років (1784 рік) написав оперу «Кофейница», відніс її до книгаря Брейткопфа, який дав за неї авторові на 60 рублів книг (Расина, Мольера і Буало), але оперу не надрукував. «Кофейница» була опублікована тільки в 1868. У казенній палаті Крилов отримував лише 80-90 рублів на рік, чим не був задоволений, тому перейшов у Кабінет Її Величності. З 1787 по травень 1788 служив в Гірській експедиції у Санкт-Петербурзі. У 1788 Крилов залишився без матері й на його руках залишився молодший брат, Лев, про якого він все життя піклувався, як про сина (той в листах називав його зазвичай «рос. тятенькой» — татусем).
В 1789 році в друкарні І. Г. Рахманінова Крилов надрукував щомісячний сатиричний журнал «Пошта Духів». Зображення недоліків російського суспільства вклалося тут у фантастичну форму листування гномів з чарівником Малікульмульком. «Пошта Духів» виходила з січня по серпень, оскільки мала тільки 80 передплатників; у 1802 вона вийшла другим виданням. Вийшовши в 1791 у відставку, Крилов став власником друкарні та з січня 1792 почав друкувати в ній журнал «Глядач», що мав сатиричний ухил. «Глядач» мав 170 передплатників і в 1793 перетворився на «Санкт-Петербурзький Меркурій», який проіснував усього рік й не мав особливого успіху. З 1792 за Криловим було встановлено поліційне спостереження. Поява повісті «Каїб» і кількох сатиричних творів викликала незадоволення Катерини II і в кінці 1793 Крилов був вимушений виїхати з Санкт-Петербурга до провінції та припинити літературну діяльність.
З 1794 до осені 1795 жив у Москві, був прийнятий в багатьох відомих родинах, але його ім'я потрапило в поліційний реєстр затятих карткових гравців, через що, за деякими свідченнями, Крилов був вимушений покинути Москву. У 1797 він зустрівся в Москві з князем С. Ф. Голіциним і виїхав до нього в село Козацьке Звенигородської волості Київської губернії в Україну, як вчитель дітей і секретар.До того часу Крилов вже мав різнобічну освіту, добре грав на скрипці, знав італійську і виявився чудовим викладачем мови і словесності. У 1801 князя Голіцина було призначено ризьким генерал-губернатором, і Крилов найнявся до нього секретарем. У 1803 знов вийшов у відставку. Наступні два роки Крилов вів велику гру в карти, вигравши дуже велику суму, роз'їжджав ярмарками. У 1805 Крилов був в Москві й показав І. І. Дмітрієву свій переклад двох байок французького поета Жана де Лафонтена: «Дуб і Тростина» та «Розбірлива наречена». Крилов завжди любив Лафонтена (якого називав Фонтеном) і, за переказами, вже в ранній юності випробовував свої сили у перекладі байок. 1806 він надрукував тільки 3 байки. У 1808—1810 Крилов служив в Монетному департаменті під керівництвом Оленіна.

## Перша книга байок
У 1809 році вийшла перша книга байок. В 1812 році Крилов отримав посаду бібліотекаря, а в 1816 році став бібліотекарем у Публічній бібліотеці, де пропрацював майже до кінця свого життя — до 1841 року.